# Список умерших в 580 году

## Июнь
- 22 июня — Сюань-ди, император Китайской/Сяньбийской династии Северная Чжоу.

## Дата смерти неизвестна или требует уточнения
- Аудовера, королева франков, первая жена короля франков Хильперика I.
- Галам Кенналеф, король пиктов (576/578—580).
- Гвитно Журавлиные ноги, полулегендарный правитель Мейрионита (540—580), суб-королевства, подчиненного Королевству Гвинед.
- Далматий Родезский, святой епископ Родеза.
- Дрест V, король пиктов (579—580).
- Кадок Мудрый, король Гливисинга (564—580), святой.
- Кайрпре Кромм, король Мунстера.
- Колку мак Домнайлл, король Айлеха (572—580).
- Мастридия Иерусалимская, христианская святая, дева-отшельница.
- Передур Длинное копьё, последний король бриттского королевства Эбрук (560—580).